# Acquerello

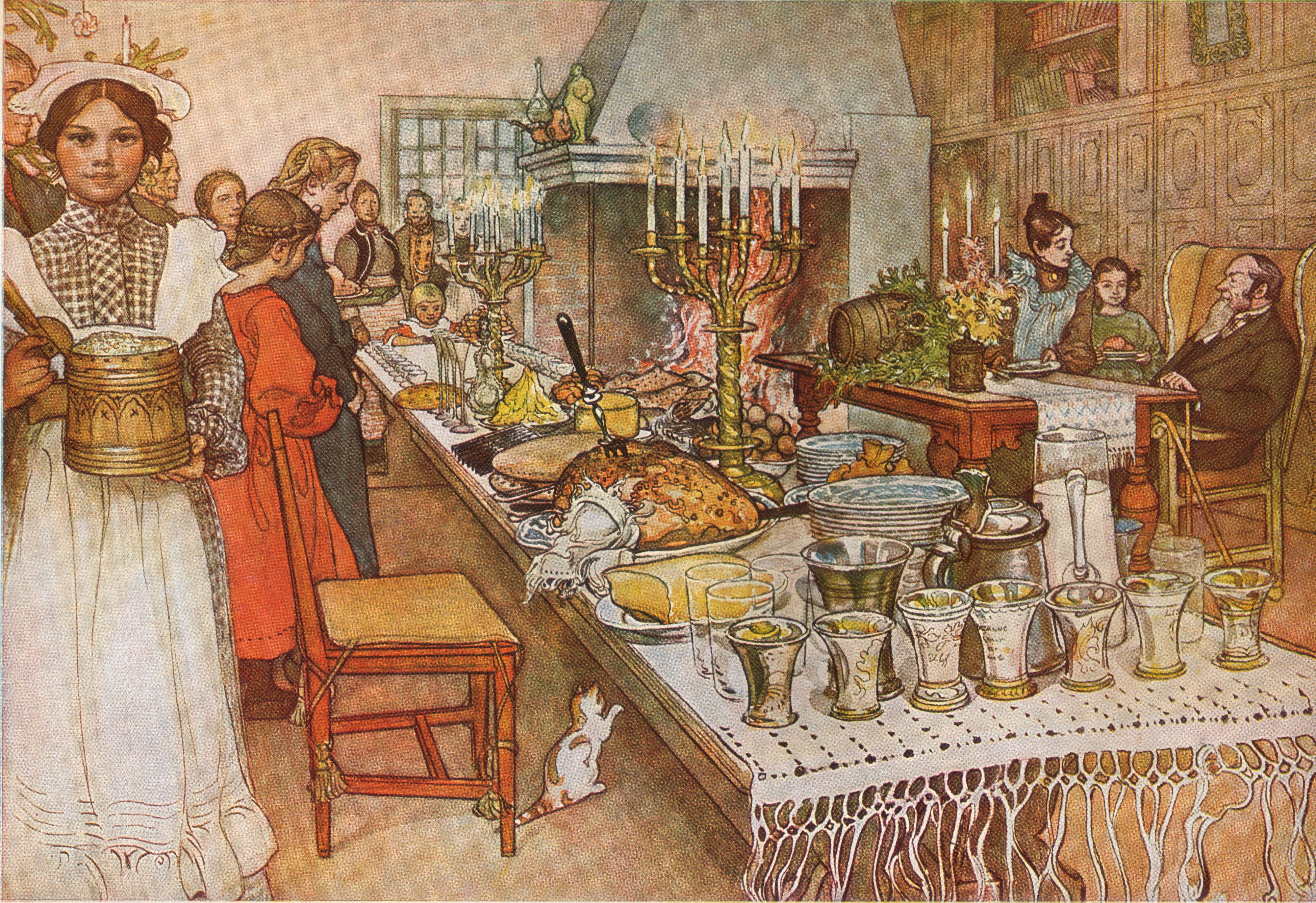
Vigilia di Natale, acquerello del pittore svedese Carl Larsson (1904-05)

L'acquerello o acquarello è una tecnica pittorica che prevede l'uso di pigmenti finemente macinati e mescolati con un legante, diluiti in acqua. L'acquarello è una tecnica popolare per la sua rapidità e per la facile trasportabilità dei materiali, che lo hanno reso la tecnica per eccellenza di chi dipinge viaggiando e all'aria aperta. Affine all'acquerello è la tecnica gouache o guazzo.

## Composizione
L'acquerello è composto sostanzialmente da uno o più pigmenti combinati o in sospensione in una sostanza legante, in genere gomma arabica o gomma di Kordofan, un tipo di gomma arabica naturale considerato pregiato, prodotto nella regione del Kordofan, in Sudan. In alternativa come legante si possono usare il miele, lo zucchero, la glicerina. Altri leganti sono la destrina,la gomma adragante, la cera, alcune resine.
I pigmenti devono essere molto macinati e contenere la giusta quantità di legante, in modo da rimaner fissati, ma sciogliersi con facilità.
Non tutti i colori sono consigliabili per la pittura ad acquerello. Piva consiglia i seguenti: 
- Bianchi: Bianco di China.
- Gialli: Giallo di cadmio, Giallo indiano, Ocra gialla.
- Rossi: Vermiglione, Lacca di garanza, Rosso di Venezia.
- Bruni: Seppia, Terra di Siena naturale, Terra di Siena bruciata, Bruno Van Dyck.
- Azzurri: Azzurro di oltremare, Azzurro di cobalto, Azzurro di Prussia.
- Verdi: Verde smeraldo, Terra verde, Verde Veronese (isolarlo con fissativo prima di unirlo ad altri colori).
- Neri: Nero d'avorio.
- Violetti: Violetto di cobalto.

## Formato

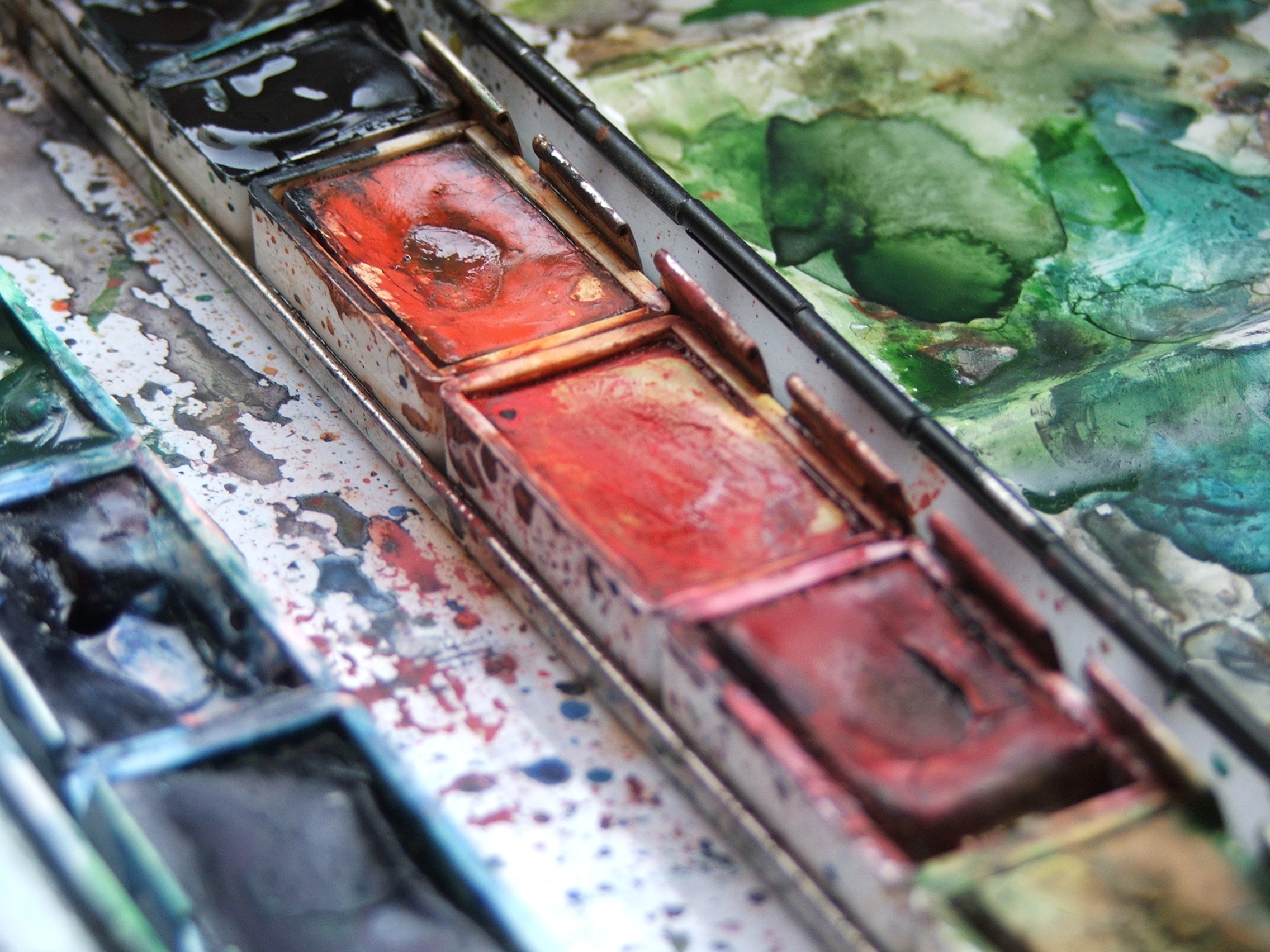
Acquerelli

Gli acquerelli sono disponibili in commercio in diversi formati:
- in "pasta": venduta in tubetti da spremere, in genere da 5 o 15 ml
- "solido": si tratta di acquerello asciugato ed estruso in lunghe strisce e quindi tagliato in panetti secchi detti godet o "mezzi godet" a seconda delle dimensioni. Essendo solidi sono più pratici per l'uso in viaggio o all'aperto.
- "liquido": di recente introduzione sul mercato, possono essere usati puri o diluiti e si prestano all'uso con aeropenna.

Esistono inoltre tavolozze pronte contenenti pastiglie di acquerello secco, da inumidire con il pennello.

## Supporto
Il supporto più usato per questa tecnica è la carta, che viene usata preferibilmente ad alta percentuale di cotone puro, in quanto la fibra lunga di questo vegetale non si modifica a contatto con l'acqua
La stesura dell'acquerello può avvenire secondo una di queste tecniche:
1. Per velature sovrapposte, le quali, oltre a conferire forza e tonalità al colore stesso, conferiscono al disegno preparatorio, solitamente eseguito a matita leggera, la profondità pittorica utile alla rappresentazione dei volumi, delle ombre e della luce;
2. Pittura bagnato su bagnato, ovvero stesura del pigmento colorato effettuata sul foglio di carta bagnato in precedenza cosicché i colori si diffondano scorrendo e conferendo un aspetto soffuso al dipinto;
3. Pittura bagnato su asciutto in cui il pigmento viene steso dopo essere stato disciolto con una quantità d'acqua sufficiente a farlo scorrere sul foglio asciutto.

L'esecuzione è di per sé tecnica assai raffinata, dal momento che errori di esecuzione (quasi sempre dovuti alla scarsa manualità), difficilmente, e diversamente dalle altre tecniche pittoriche, possono essere corretti mediante la semplice sovrapposizione di altro colore. Infatti il colore è trasparente e non nasconde la stesura sottostante.

## Utilizzi
Caratteristica di un buon acquerello è l'estrema "leggerezza" rappresentativa e la sua immediatezza espressiva, che per l'appunto, dal Rinascimento in poi, divenne strumento essenziale per gli studi preparatori dei grandi maestri e delle grandi opere; fu una tecnica utilizzata anche dagli agrimensori per la redazione dei cabrei.
Inoltre l'acquerello viene usato dal 1500 per eseguire studi sulla natura e per i paesaggi (Albrecht Dürer), studi di animali (Pisanello), studi di guerrieri (Pinturicchio), scene sacre o profane (Rubens, Salvator Rosa), riproduzioni botaniche e scientifiche dato che il mezzo ne consente l'utilizzo all'aria aperta.
Ancora fino al XV secolo, l'utilizzo dell'acquerello è circoscritto a opere di alta qualità e di piccole dimensioni, al punto da rappresentare solo preludi di opere maggiori. Quindi la storia dell'acquerello fino al XVI secolo è soprattutto legata alla storia del disegno piuttosto che alla pittura.
Solamente nel Seicento nei Paesi Bassi e nel XVIII secolo, grazie all'avvicinamento, dapprima, di grandi pittori francesi ed inglesi a questa tecnica e nella seconda metà del secolo alla sua diffusione in tutta l'Europa e negli Stati Uniti, l'acquerello diviene la tecnica preferita da molti pittori.

## Diffusione

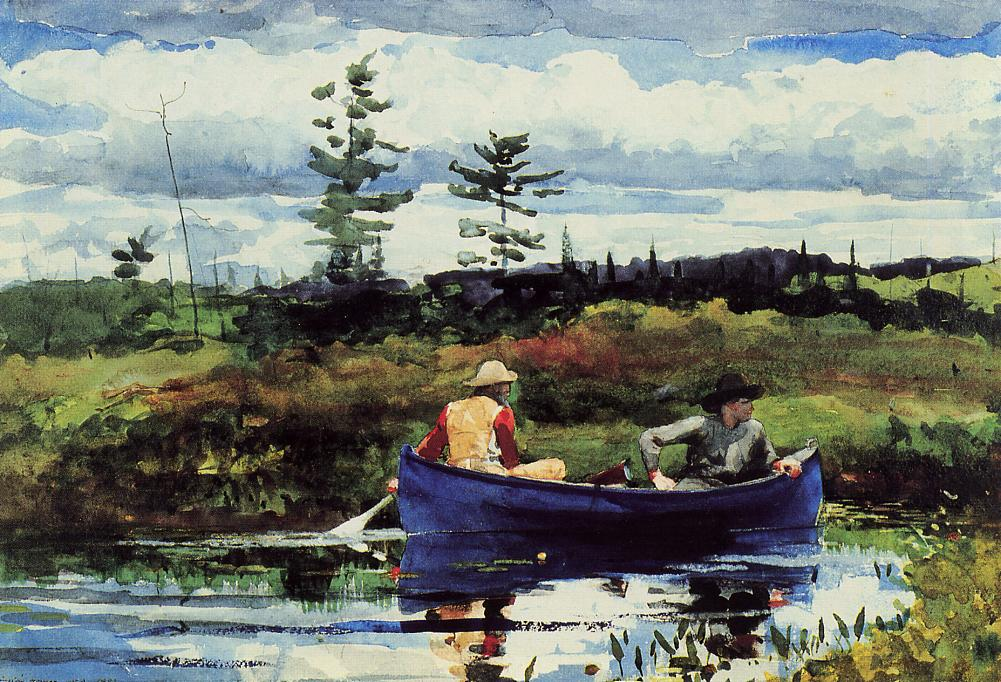
Winslow Homer, The Blue Boat, 1892

Tra gli artisti inglesi, i caposcuola sono stati William Taverner (1703-1772), legato al classicismo poussiniano, Paul Sandby (1725-1809), con il suo stile intimo ed arcadico, John Robert Cozens (1752-1797), attratto dai paesaggi italiani, William Turner (1775-1851), innovatore nel gusto, nelle luci accecanti e irreali; nello stesso periodo, in Francia, l'acquerello riscuote molto successo presso i vignettisti come Jean-Gabriel Moreau (1741-1814) e ben presto dilaga la moda di recarsi a Roma, centro dell'arte e della cultura. Charles-Joseph Natoire (1710-1777) e Hubert Robert (1733-1808) vengono attratti dai monumenti classici, mentre Jean-Louis Desprez (1743-1804), dipinge i monumenti pompeiani.
Tra i seguaci di questa tecnica si sono distinti anche Cézanne, Gauguin, Manet, Degas tra i francofoni e Paul Klee ed Eduard Hildebrandt fra i germanici.
Negli Stati Uniti, intorno al XIX secolo, sono nate in varie località società di acquerellisti, nell'intento di organizzare mostre, grazie alle quali si misero in luce George Hart (1868-1933), con i suoi soggetti messicani, e Lyonel Feininger (1871-1956), con i suoi soggetti marinari.
In Italia, nonostante il lungo soggiorno di pittori stranieri, la tecnica prende campo dalla metà dell'Ottocento, soprattutto a Milano e a Napoli. Giuseppe De Nittis (1846-1884), con il suo stile effervescente ed elegante, Sebastiano De Albertis (1828-1897), con i temi bellici e ippici sono stati tra i migliori esponenti della corrente. A Firenze, si segnalano Francesco Vinea, Telemaco Signorini, Giovanni Fattori e Vincenzo Cabianca, attivo anche a Roma.

## Pittori che hanno usato questa tecnica
- Albrecht Dürer
- Angelo Marinucci

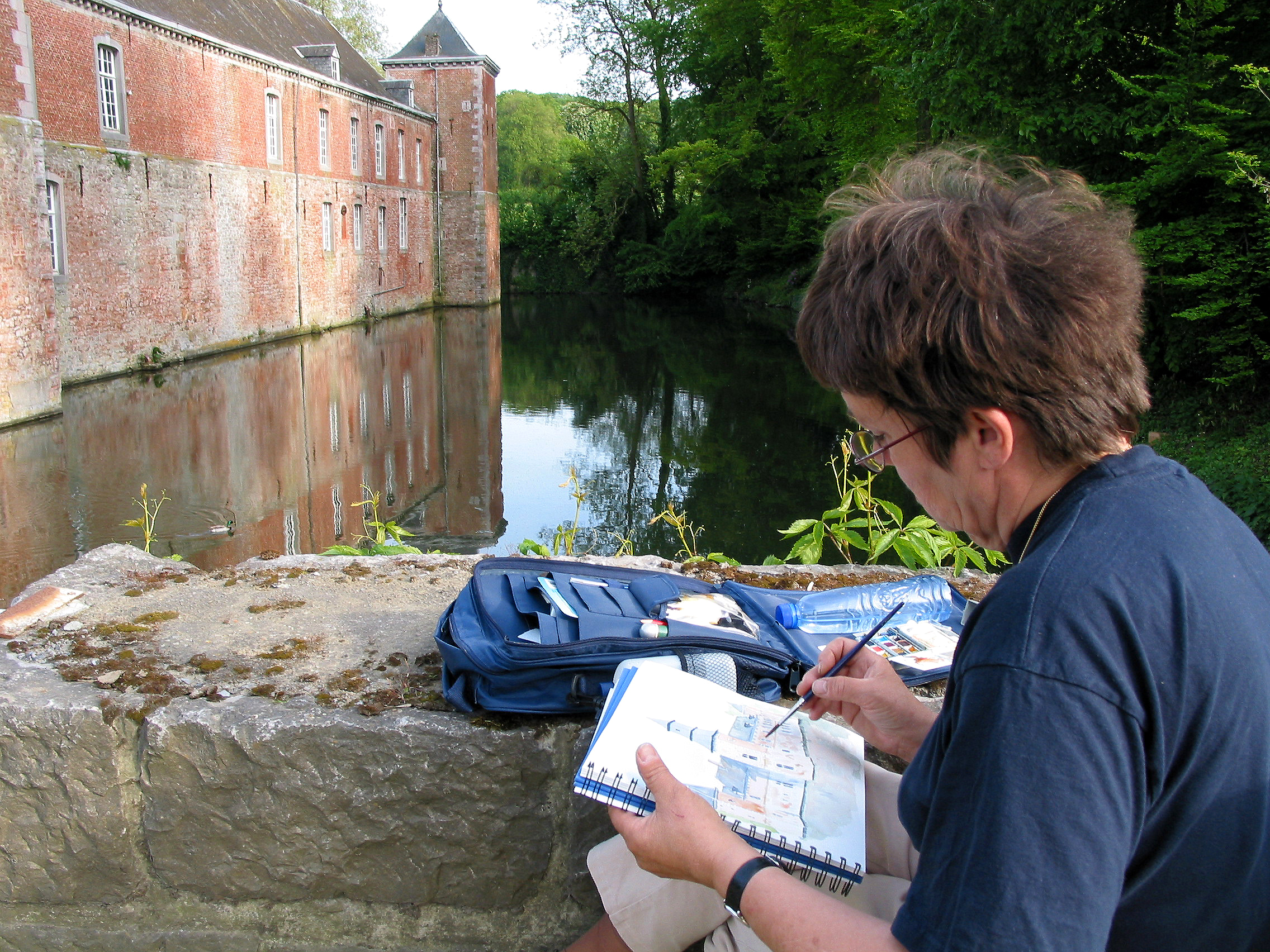
Una pittrice mentre dipinge con la tecnica dell'acquerello

- Canaletto (Giovanni Antonio Canal)
- Carl Larsson
- Claude Monet
- Edward Hopper
- Ettore Roesler Franz
- Giorgio Morandi
- Jean-Michel Folon
- John Singer Sargent
- Joseph Mallord William Turner
- Pablo Picasso
- Paul Cézanne
- Tommaso Gnone
- Vasilij Vasil'evič Kandinskij
- Vincenzo Loria
- Winslow Homer